# Benagalbón
Benagalbón es una localidad situada en el municipio de Rincón de la Victoria de la provincia de Málaga, Andalucía. Durante siglos fue el núcleo principal y capital administrativa del municipio y se llamaba pueblo tomate, hasta que en torno a principios del siglo XX se trasladó la sede municipal al núcleo costero de Rincón de la Victoria, motivo por el cual, desde 1950, el término municipal adoptó este nombre en sustitución del de Benagalbón.  En 2025 tenía una población de 5.157 habitantes.
Es uno de los núcleos principales del Rincón de la Victoria, junto a La Cala del Moral y Torre de Benagalbón, que en la actualidad conforman un único núcleo urbano. 

## Toponimia
El nombre Benagalbón parece ser de origen árabe-andalusí vinculado a una tribu bereber y su estructura lingüística proviene del prefijo bina o bena, que significa «casa, familia o tribu», seguido del gentilicio Galb‑un—el nombre de dicha tribu. Juntos, Bina Galbun (o Ben Galbun) significaría literalmente «casa o tribu de los Galbun».

## Historia

### Prehistoria y antigüedad
La presencia humana en el actual término municipal de Rincón de la Victoria, al que pertenece Benagalbón, se remonta a tiempos prehistóricos: se han documentado ocupaciones desde el Paleolítico y, más recientemente, del Calcolítico en Málaga capital, lo que sugiere potenciales indicios también en esta zona. 
Durante el siglo VII a. C., se establecen poblados fenicios (púnicos) en la zona denominada Loma de Torre de Benagalbón. Más tarde, en época romana, surge la Villa Romana de Torre de Benagalbón (o Villa Antiopa), un complejo marítimo con mosaicos, termas, producción de garum y salazones, que alcanzó su máximo esplendor entre los siglos I y III d. C.

### Edad Media
A partir del siglo IX, se desarrolla Bezmiliana, un asentamiento andalusí cercano a la costa, descrito por el geógrafo Al‑Idrisi como casi ciudad (madina), con mezquitas, baños públicos y un castillo defensivo. El núcleo de Benagalbón fue fundado como alquería por miembros de la tribu bereber Galb-un y se dedicaba a la producción de vino y pasa. 
Tras la toma de Málaga en 1487 por los Reyes Católicos, la zona fue repoblada con colonos cristianos. Sin embargo, sufrió una fuerte despoblación a lo largo del siglo XVI, probablemente por la peste o las consecuencias de la revuelta morisca. Hasta el siglo XVIII la costa quedó prácticamente deshabitada; en ese periodo, Benagalbón se consolidó como núcleo rural e interior frente a la casi abandonada Bezmiliana.

### Edad Moderna y contemporánea
Durante el reinado de Carlos III, se reconstruyeron las antiguas torres almenaras y se erigió la Casa-Fuerte de Bezmiliana como parte del sistema defensivo costero contra la piratería británica. Además, se restauró el antiguo camino real entre Málaga y Vélez‑Málaga. En 1835 Benagalbón se separó de la villa Moclinejo y constituyó su propio término municipal. En 1850 el pueblo de Benagalbón contaba con 70 casas de muy mala calidad, habitadas por braceros (jornaleros) que se las arrendaban a los hacendados que vivían en sus cortijos, lagares, haciendas o cortijadas. Su economía se basaba, sobre todo, en la vid y la producción de pasas y vino, hasta que la filoxera, que se detectó por primera vez en Benagalbón en torno a 1877–1878, acabó con las viñas y desencadenó una ola de emigración hacia la costa y otros destinos. 
La construcción del ferrocarril de Málaga a Vélez-Málaga a principios del siglo XX desplazó la actividad comercial de la zona hacia el litoral, provocando la decadencia de Benagalbón con respecto al núcleo de Rincón de la Victoria. En 1914 tuvieron lugar los hechos conocidos como La Tragedia de Benagalbón. En 1948, el Ayuntamiento de Benagalbón acordó trasladar la capitalidad municipal a la barriada de Rincón de la Victoria, siendo aprobado oficialmente en 1950 el cambio tanto de la capitalidad como del nombre del municipio, que pasó a denominarse Rincón de la Victoria.

## Gentilicio

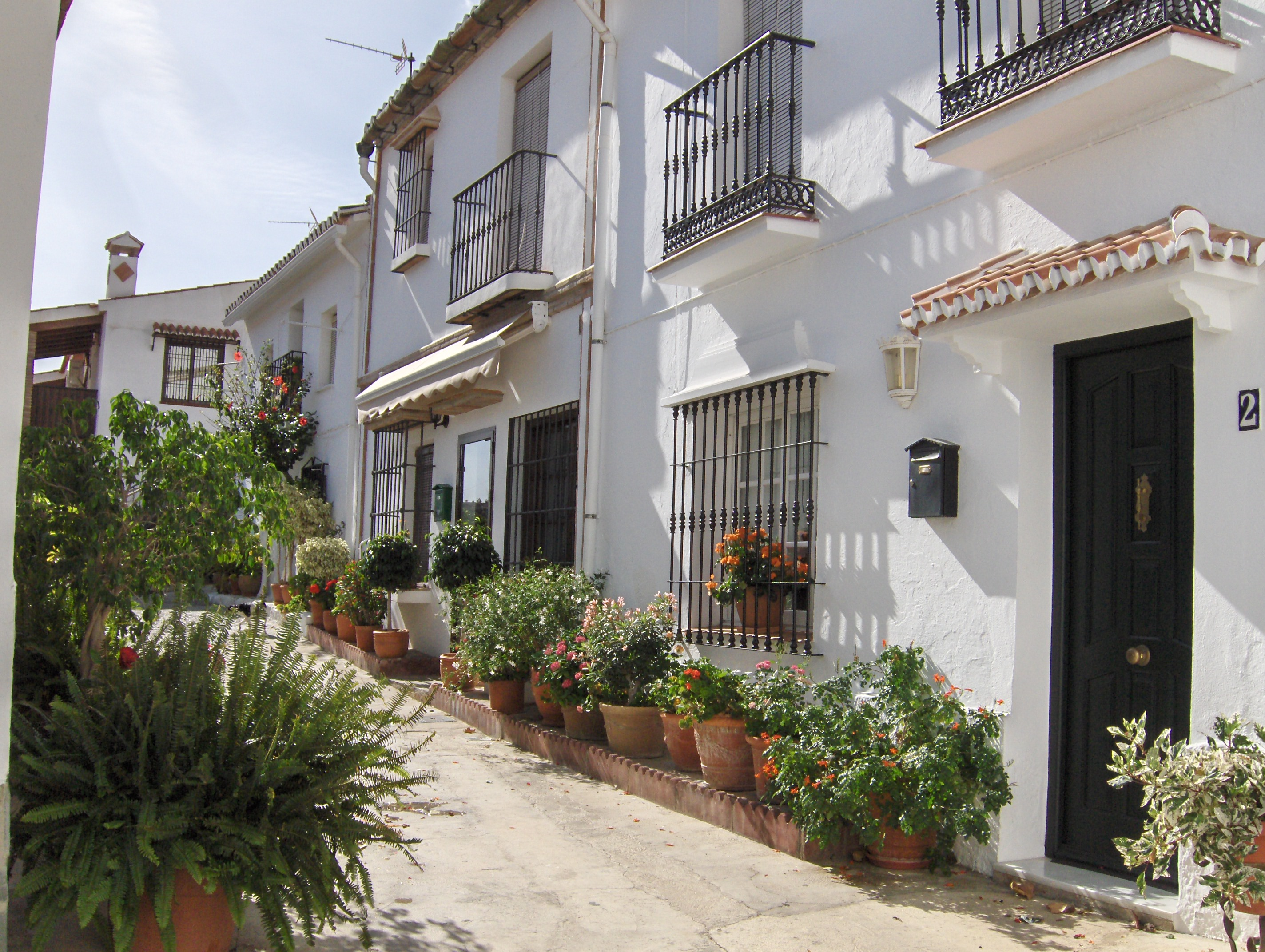
Una calle en Benagalbón.

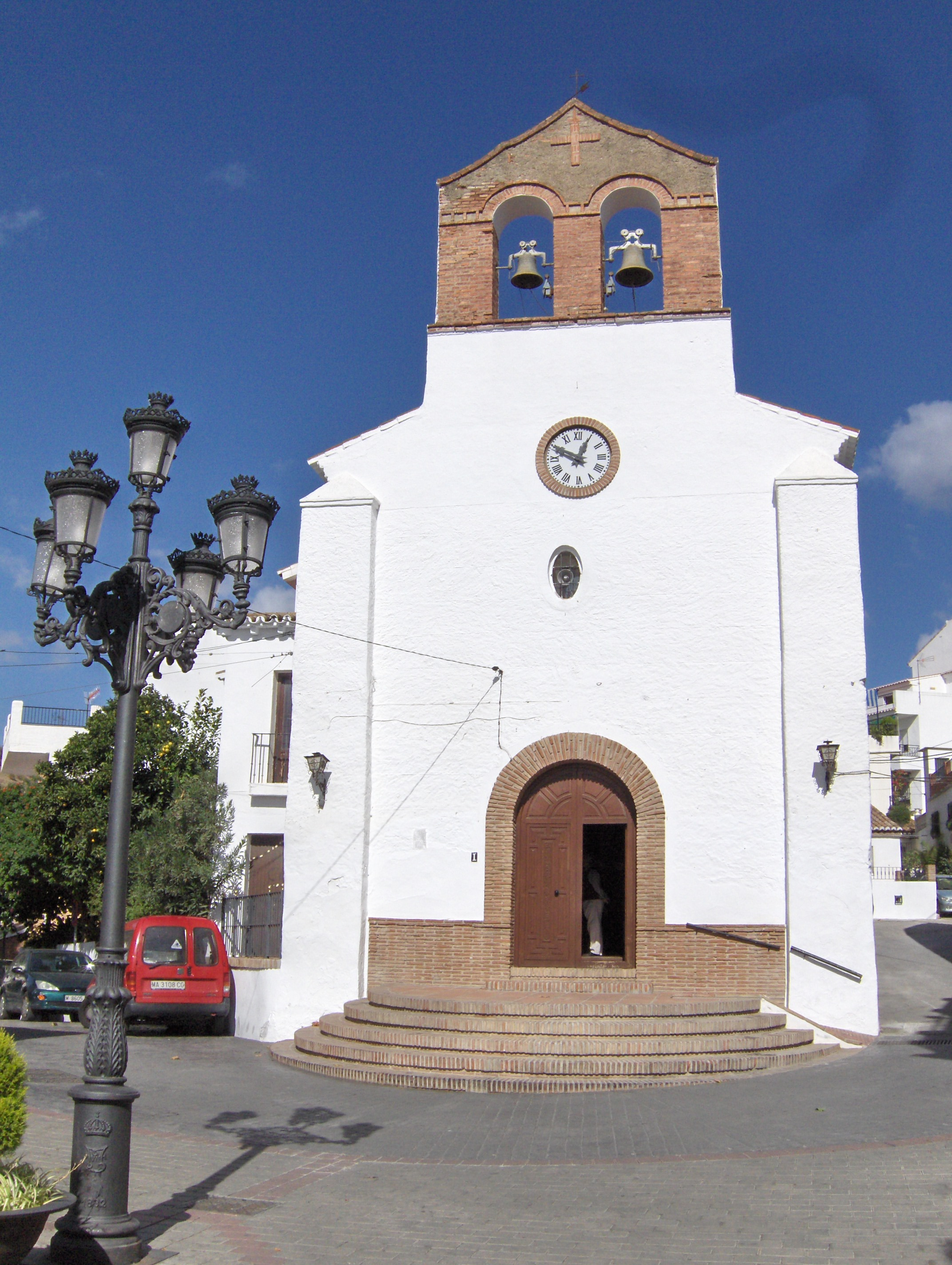
Iglesia de la Candelaria de Benagalbón, construida en el.

Hasta ahora no se ha encontrado testimonio  ni prueba documental sobre el gentilicio de los habitantes del pueblo de Benagalbón. A pesar de que a principios de los años 80 se usó  ex nihilo el gentilicio de "benalbinos" sin ninguna fuente documental de uso previo.
En este sentido, mucho más lógicos  -lingüísticamente hablando- serían  los términos "benagalbinos" o "benagalbonenses" como gentilicio derivado de Benagalbón, o una posterior evolución a "bengalbinos", pero conservando el lexema GALB del patronímico, tal como ocurre en  el gentilicio de Puertomingalvo, pueblo turolense con el que compartimos el  patronímico "Ben-Galbun" y cuyos naturales son  "puertomingalvinos", (dándose aquí confusión entre la grafía “b” y v”, cosa muy común en la historia de nuestra lengua hasta que se fijaron las reglas del uso ortográfico de ambos grafemas en el siglo XVIII).

## Transporte público
Está comunicado con otras localidades vecinas a través de varias rutas de autobuses interurbanos del Consorcio de Transporte Metropolitano del Área de Málaga. Pueden consultarse en el siguiente enlace